# Gurvanbulag
Le sum de Gurvanbulag (mongol : ᠭᠤᠷᠪᠠᠨᠪᠤᠯᠠᠭ
ᠰᠤᠮᠤ, cyrillique : Гурванбулаг сум, MNS : Gurvanbulag sum) est situé dans l'aimag (ligue) de Bayankhongor, en Mongolie.